# Time Is Running Out (singel Muse)
Time Is Running Out – singel angielskiego zespołu rockowego Muse z ich trzeciego albumu, Absolution. Został wydany 8 września 2003 roku w Wielkiej Brytanii i innych krajach, m.in. Francji, Japonii i Australii. Utwór pozwolił grupie przebić się na amerykańskim rynku muzycznym (9. pozycja na liście Modern Rock Tracks), zdobył też miejsce w pierwszej dziesiątce brytyjskiej listy przebojów, przewyższając tym samym osiągnięcie poprzedniego najlepszego singla Muse, „Plug In Baby”, sklasyfikowanego na 11. miejscu.
Teledysk do „Time Is Running Out” pokazuje urzędników wojskowych siedzących przy okrągłym stole, na którym zespół wykonuje ów utwór (nawiązanie do filmu Stanleya Kubricka Dr. Strangelove).
Piosenka została wykorzystana w jednym z odcinków serialu komediowego HBO Ekipa, zatytułowanym „The Boys Are Back in Town”.
W roku 2006 „Time Is Running Out” użyto w zwiastunie do filmu Potęga strachu i spotach reklamowych kanału TCM.

## Lista utworów

### Winyl 7” Wielka Brytania, CD Wielka Brytania/Francja/Japonia
1. „Time Is Running Out” – 3:56
2. „The Groove” – 2:38
3. „Stockholm Syndrome” (teledysk) – 4:59 (jedynie na CD)

### DVD Wielka Brytania
1. „Time Is Running Out” – 3:56
2. „Time Is Running Out” (teledysk) – 3:58
3. „Time Is Running Out” (making of) – 2:00

### CD Australia
1. „Time Is Running Out” – 3:56
2. „The Groove” – 2:38
3. „Time Is Running Out” (teledysk) – 3:58
4. „Time Is Running Out” (making of) – 2:00